# Actinomicetoma

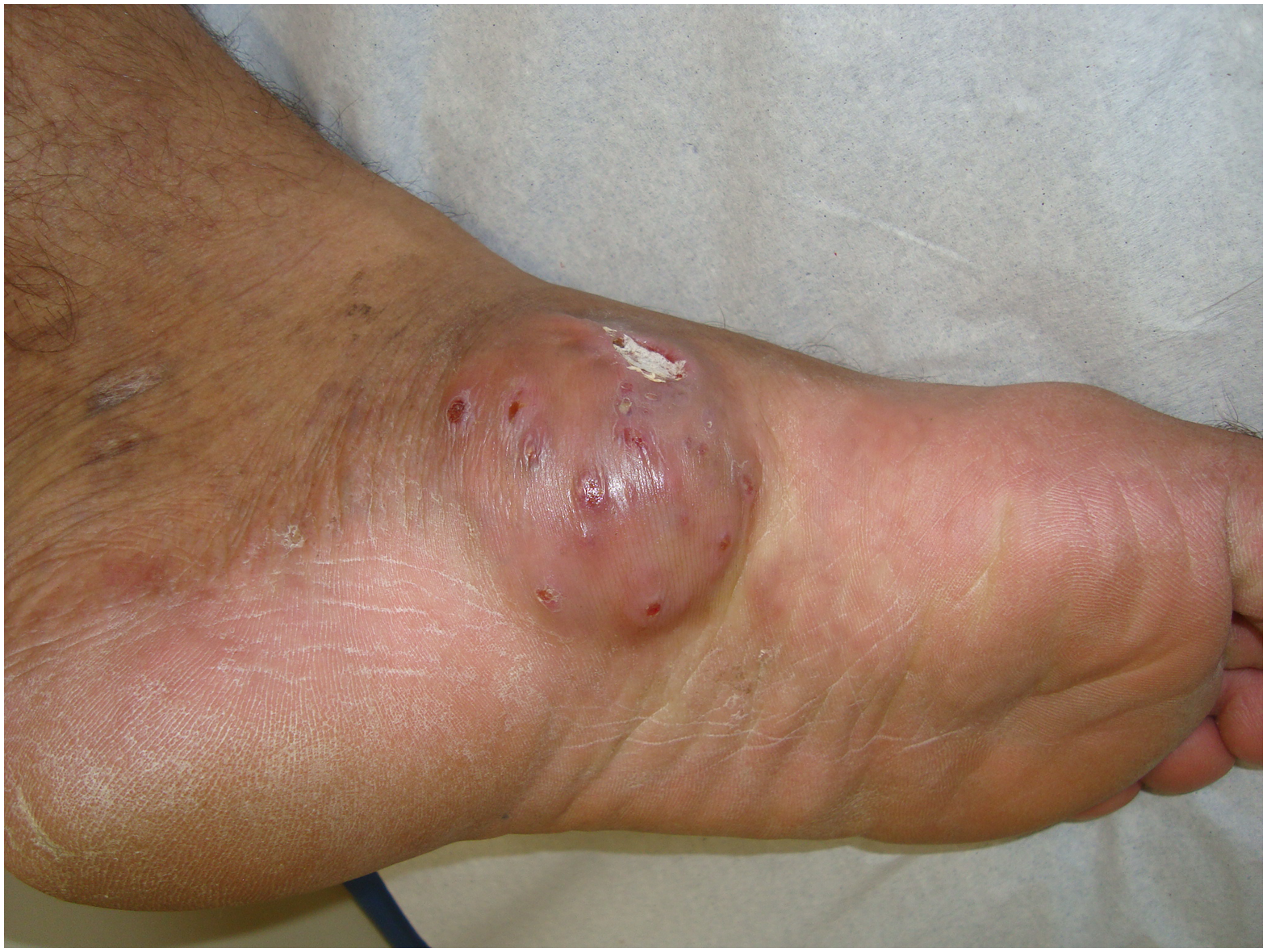
Actinomicetoma.

El actinomicetoma es una infección subcutánea bacteriana crónica causada por Actinomyces que afecta la piel y el tejido conectivo. Se trata, por tanto, de una forma de actinomicosis. Micetoma es un término amplio que incluye al actinomicetoma y al eumicetoma. Sin embargo, el eumicetoma es causado por una infección fúngica, a diferencia del actinomicetoma, que es causado principalmente por bacterias anaeróbicas.